# Torstein Knarresmed

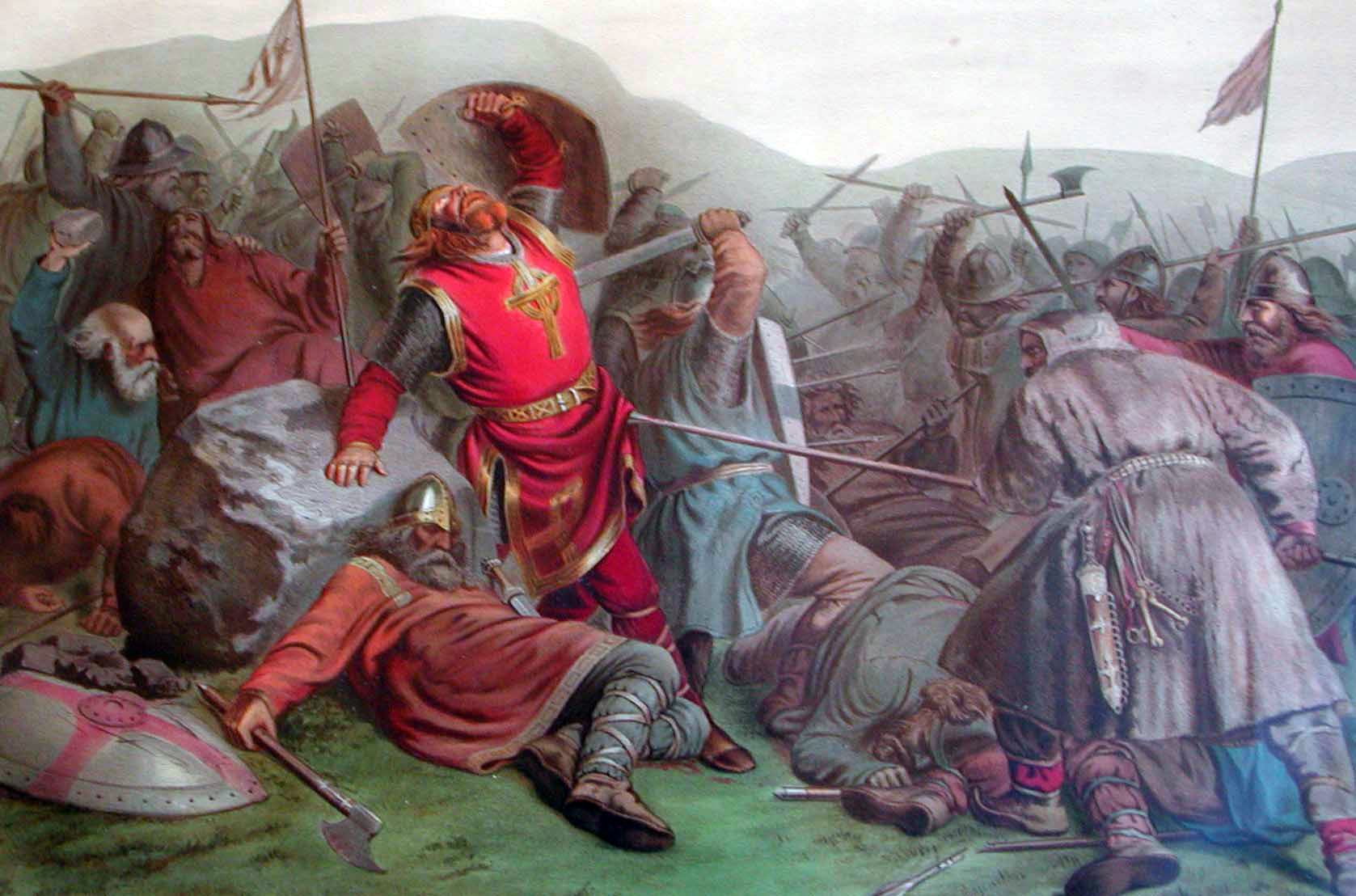
Olav den Helliges fall på Stiklestad, Gemälde von Peter Nicolai Arbo (1859)

Torstein Knarresmed (* um 981; † 1030) war ein Schiffsbauer aus Rovde im norwegischen Sunnmøre und Wikinger. Er spielte eine wichtige Rolle in der Schlacht von Stiklestad. Wahrscheinlich rettete er Tore Hund während der Schlacht das Leben und trug so zum Sieg über König Olav II. Haraldsson bei.

## Biographie
Knarresmed war einer der engsten Vertrauten von Tore Hund. Hund gehörte zu den Häuptlingen, die gegen die Rückkehr von König Olav kämpften, der den Thron zurückerobern wollte, den er zuvor in der Schlacht am Helgeå verloren hatte. Torstein hatte persönliche Gründe, sich König Olav zu widersetzen und zog als erster unter seinem eigenen Sunnmøre-Banner in die Schlacht.
In der Schlacht von Stiklestad erschlug König Olav Tore Hund beinahe mit einem Kriegshammer. Knarresmed gelang es jedoch, sich zwischen die beiden zu stellen und Olav eine Wunde direkt über seinem linken Knie zuzufügen. Kurz darauf stieß Hund seinen Speer in den Magen des Königs, bevor Kalv Arnesson den König mit seinem Schwert in die Kehle traf. Knarresmed wurde daraufhin durch einen Schlag in den Rücken getötet, wurde aber noch am selben Tag von einem von Thorirs Männern gerächt.
Die Hauptquelle für Informationen über Torstein Knarresmed ist in Olav den helliges saga von Snorri Sturluson, Heimskringla Kongesagaer.

## Etymologie
Knarresmed, von den altnordischen Wörtern knarr und smed (Schmied), bedeutet „Schiffsbauer“. Torstein Knarresmed war zu Lebzeiten für seine hochseetauglichen Schiffe bekannt, die er in seiner Werft in einer Bucht in der Nähe von Knarrdal in Rovde baute.